# Буцини дани
Фестивал Буцини дани су манифестација посвећена глумцима, осмишљена да, пре свега, сачува успомену на драмског писца и критичара Милосава Буцу Мирковића. Одржава се јуна месеца сваке године у Александровцу под покровитељством општине Александровац и у организацији Дома културе Александровац.
„Буцини Дани” који се финансирају искључиво донацијама и новцем из општинског буџета, прерасли су у најзначајнији позоришни фестивал у Расинском округу. Карте се резервишу више од месеца дана унапред, што показује размере овог догађаја за публику, која је ускраћена за овај сегмент културе.
Фестивал обухвата и пратеће садржаје, а као и на свим Буциним данима, додељују се награде „Златно зрно” (за мушку и женску улогу, младог глумца и глумачку бравуру), Награда „Милосав – Буца Мирковић” за глумачко остварење фестивала и награду за најбољу продукцију „Миња Обрадовић”.
Публика је до сада имала прилике да ужива у бројним представама наших најбољих глумачких екипа, „Режим љубави” (Атеље 212), „На Дрини ћуприја” (СНП Нови Сад), „Август у округу Осејџ” (Народно позориште Суботица), „Ожалошћена породица” (Народно позориште Београд), „Корешпонденција” (Звездара театар), „Рубиште” (Шабачко позориште) и многим другим.